# Ludovica Righi
Ludovica Righi (27 gennaio 2006) è una sciatrice alpina italiana.

## Biografia
Specialista delle prove veloci originaria di Carpi e attiva dal novembre del 2022, la Righi ha esordito in Coppa Europa il 6 febbraio 2023 a Sarentino in supergigante (62ª); è inattiva dall'aprile del 2023. Non ha debuttato in Coppa del Mondo e non ha preso parte a rassegne olimpiche o iridate.

## Palmarès

### Coppa Europa
- Miglior piazzamento in classifica generale: 156ª nel 2025

### Campionati italiani
- 1 medaglia:
  - 1 argento (discesa libera nel 2023)